# National Basketball League (Australia)
La National Basketball League (NBL) è una lega professionistica maschile di pallacanestro dell’area dell'Australasia, attualmente composta da dieci squadre: nove con sede in Australia e una in Nuova Zelanda. È la principale lega professionistica maschile di basket in Australia e Nuova Zelanda.
La NBL fu fondata nel 1978 con il nome di National Invitation Basketball League (NIBL) e disputò la sua prima stagione nel 1979. Nel 1980 fu rinominata in NBL.. Il campionato si giocava originariamente durante l’inverno australiano, fino al 1998, quando passò al formato estivo a partire dalla stagione 1998-99. La stagione regolare della NBL si svolge da ottobre a febbraio, con ciascuna squadra che gioca 28 partite. La fase finale del campionato si estende fino a marzo e si conclude con la serie della finale per il titolo.
Nella lega ci sono attualmente 10 squadre, che rappresentano le città di Adelaide, Cairns, Melbourne, Auckland, Perth, Sydney, Townsville, Wollongong, Hobart.

## Storia
Prima della fondazione della NBL, esistevano due competizioni nazionali di pallacanestro: i National Titles e gli Australian Club Championships. La NBL fu creata nel 1978 con il nome di National Invitation Basketball League (NIBL) e venne poi rinominata National Basketball League (NBL) nel 1980.

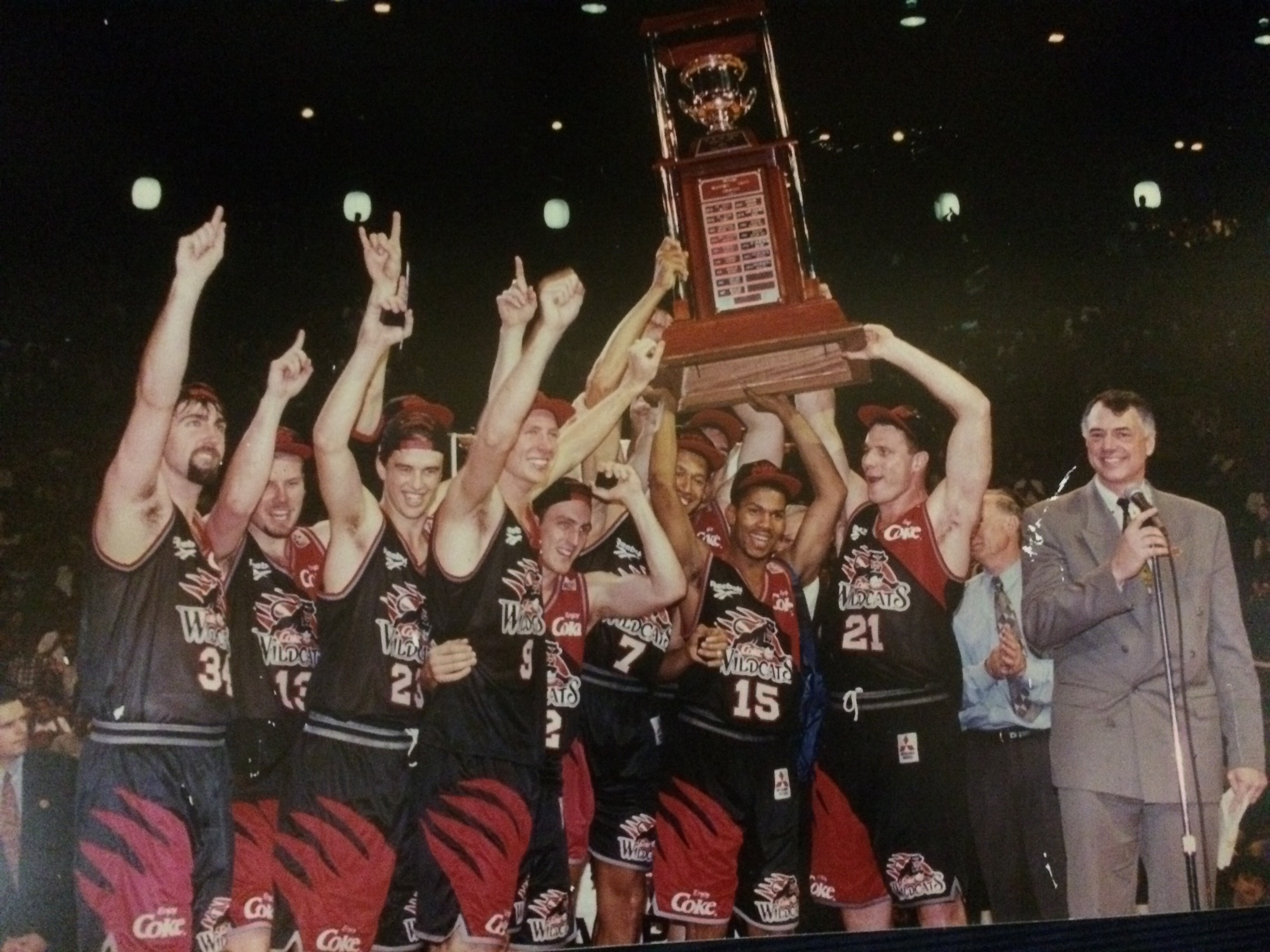
I Perth Wildcats, mentre celebrano il titolo 1995.

La stagione inaugurale della NBL cominciò nell’agosto del 1979 e si disputò durante l’inverno (aprile–settembre), formato mantenuto fino al termine della stagione 1998, la ventesima della lega. La stagione 1998-99, cominciata solo pochi mesi dopo la fine della precedente stagione, fu la prima ad essere disputata in estate (ottobre–aprile). Questo cambiamento, ancora in vigore, fu pensato per evitare la concorrenza diretta con i vari sport invernali australiani. La NBL è ufficialmente la terza più antica competizione sportiva nazionale ancora attiva in Australia, dopo il campionato nazionale di cricket (dal 1892) e l’Australian Football League, che ha avuto inizio nel 1897.
La NBL visse la sua “età dell’oro” tra la fine degli anni ’80 e l’inizio degli anni ’90, ma negli anni successivi la sua popolarità, l’attenzione dei media, il pubblico e il sostegno degli sponsor andarono diminuendo, in parte a causa dell’ascesa delle quattro principali leghe calcistiche australiane.
Una seconda squadra di Melbourne, i South Dragons, entrarono nella lega nella stagione 2006–07, ma si sciolsero solo tre anni dopo, nonostante avesse vinto il campionato nella stagione 2008–09. Nella stessa stagione, la NBL divenne la prima lega sportiva australasiana ad accogliere una squadra dell'Asia: i Singapore Slingers. Anche i Gold Coast Blaze si unirono al campionato nella stagione 2007–08. Nel 2007, l’ex giocatore NBA Andrew Bogut suggerì che la NBL adottasse un modello simile a quello della AFL, mantenendo un nucleo fisso di squadre per un lungo periodo. Il biennio 2008–2009 fu turbolento: la lega perse squadre con sede a Sydney, Melbourne, Brisbane e Singapore.
La stagione 2009–10 segnò l’inizio di un processo di rilancio, simile a quello avvenuto con la vecchia National Soccer League, poi trasformata nell’A-League. In quell’anno, la NBL tornò sulla televisione in chiaro in Australia dopo tre anni, grazie alla trasmissione di 2-3 partite a settimana sull’emittente One.
Nella stagione 2010–11, i Sydney Kings tornarono nel campionato dopo essere stati acquistati per 20.000 dollari australiani il 31 luglio 2008.

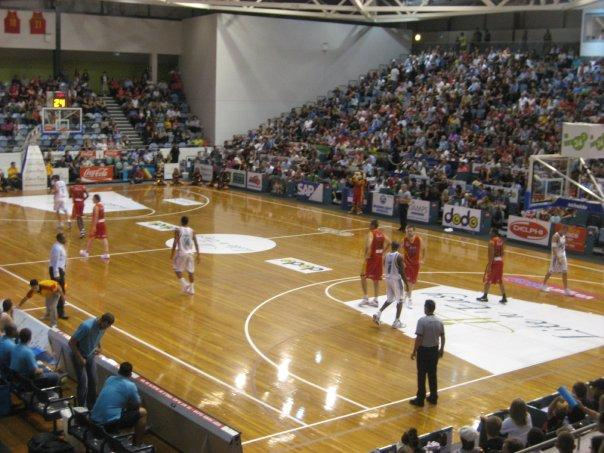
Melbourne Tigers vs Gold Coast Blaze al Parkville Stadium nel 2010.

Nel 2013 la NBL si separò da Basketball Australia. Nella stagione 2013-14 si registrò un incremento del pubblico, con il più alto numero complessivo di spettatori degli ultimi cinque anni. Dopo anni difficili, seguiti da cali di visibilità pubblica e finanziaria, il costruttore immobiliare Larry Kestelman acquistò il 51% della lega. Da quel momento in poi, le presenze agli stadi, gli ascolti televisivi, le visite al sito web e i download dell’app ufficiale iniziarono a crescere costantemente.
Nell’aprile 2016, i Townsville Crocodiles si sciolsero per gravi difficoltà finanziarie, ma il nuovo proprietario della lega, Kestelman, dichiarò pubblicamente che, finché manterrà il comando della lega, nessuna squadra della NBL verrà più chiusa.
Il reclutamento dei migliori giocatori australiani non impegnati in NBA è stato facilitato dall’introduzione della marquee rule, che ha favorito il ritorno in patria di atleti come Brad Newley, David Andersen e Andrew Bogut. Inoltre, la Special Restricted Player Rule, introdotta nella stagione 2016-17, permette ai club di tesserare giocatori nati in Paesi come Cina, Filippine, Taiwan, India, Corea del Sud, Singapore e Giappone senza che questi siano considerati stranieri secondo il regolamento NBL.

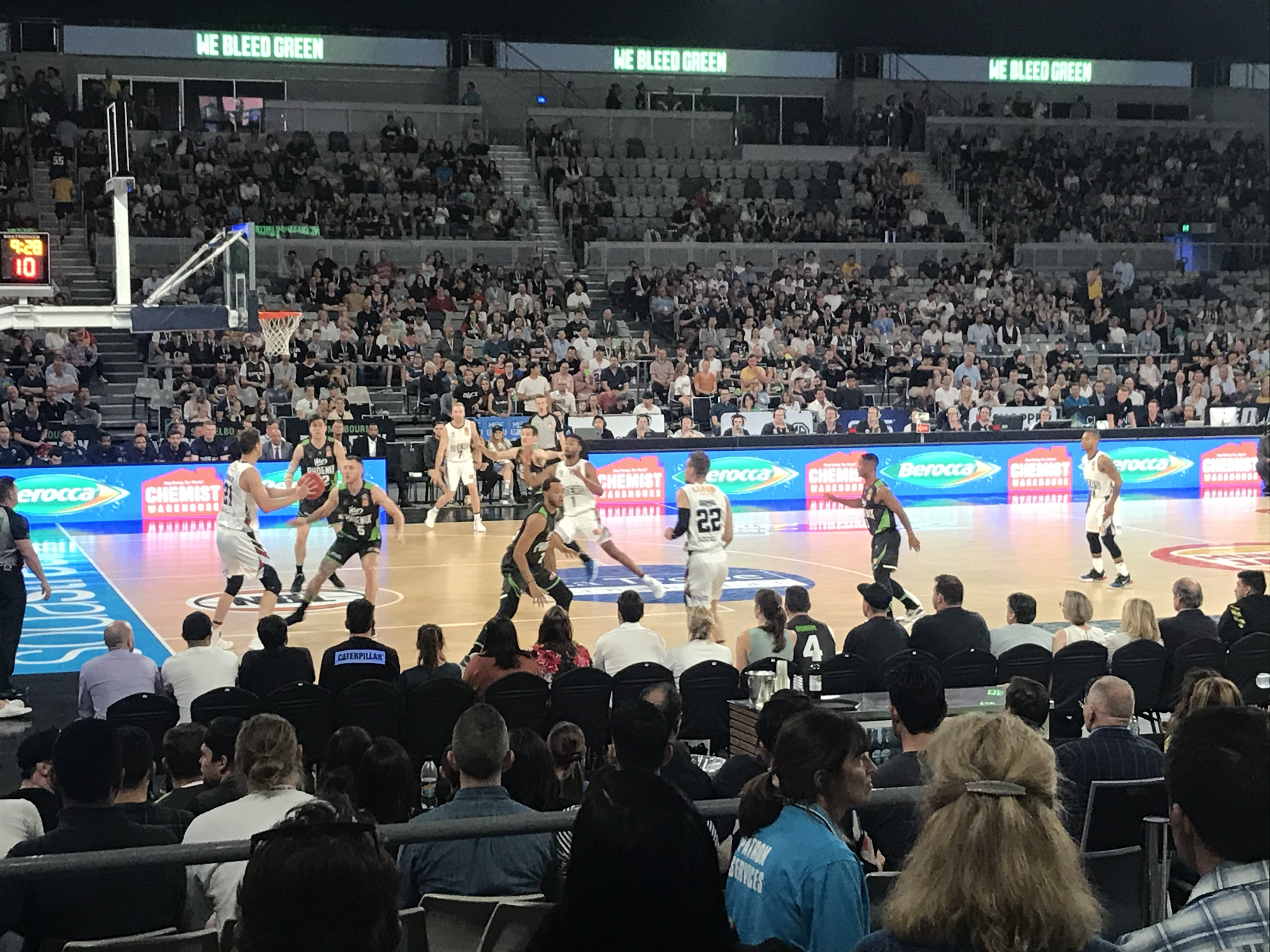
S.E. Melbourne Phoenix vs Adelaide 36ers alla John Cain Arena

Tra il 2016 e il 2018, la lega ha vissuto una nuova epoca d’oro, definita da alcuni come il periodo migliore della storia della NBL. La stagione 2016–17 ha stabilito un nuovo record di affluenza, e i dati sono stati eguagliati nella stagione successiva, culminando con una serie finale 2017–18 di altissimo profilo. Nel 2018, è stato annunciato l’ingresso di un nuovo club, i South East Melbourne Phoenix, che hanno debuttato nella stagione 2019-20. Questa stagione è stata vista da molti come un punto di svolta per la lega. Dopo un mercato estivo molto attivo, con l’ingaggio di giovani promesse NBA come LaMelo Ball e R.J. Hampton, la lega ha battuto nuovi record di affluenza fin dalla prima giornata. L’opening night ha visto 10.300 spettatori assistere al primo derby tra Melbourne United e South East Melbourne Phoenix, mentre oltre 20.500 fan hanno partecipato alle partite del primo turno. Grazie a un accordo con Facebook Watch, oltre un milione di utenti americani hanno seguito la prima partita di LaMelo Ball nella NBL contro i Brisbane Bullets.
Dopo due stagioni ridotte a causa della pandemia da COVID-19, la stagione 2022–23 e le finali del 2023 hanno visto nuovi record assoluti di affluenza.
Nella stagione 2023-24, la NBL ha superato per la prima volta dal 1996 il milione di spettatori complessivi.

## Formato

### Stagione regolare
Dalla stagione 2009-10, ogni squadra disputa 28 partite durante la stagione regolare, 14 in casa e 14 in trasferta. La stagione regolare di norma inizia all'inizio di ottobre e termina verso la metà di febbraio.
Nella stagione 2020-21, ogni squadra ha giocato 8 partite in più (36 partite) a causa dell'introduzione della NBL Cup. La stagione successiva, la NBL è tornata al formato normale di 28 partite senza il torneo di metà stagione.

### Finali

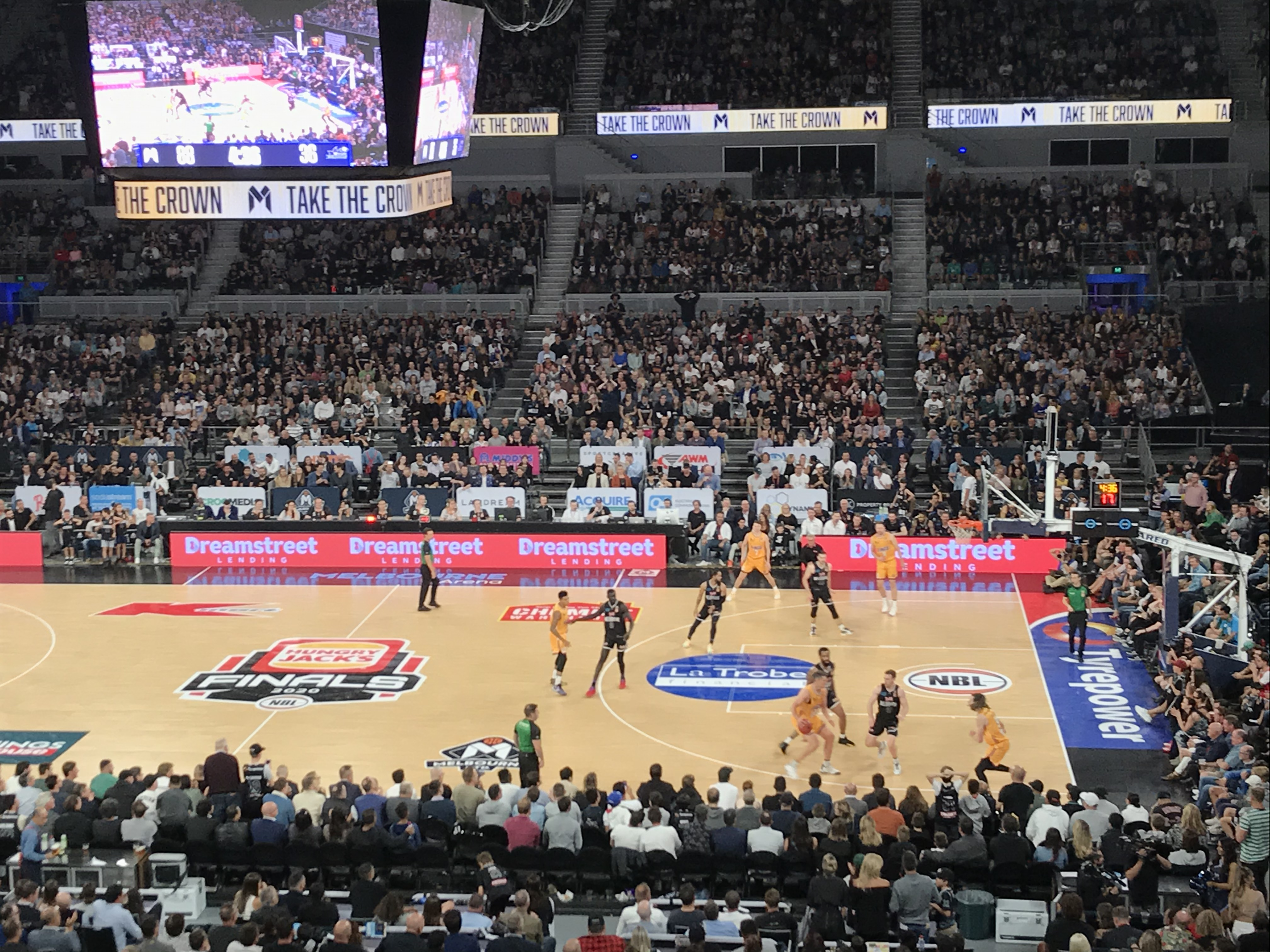
Melbourne United vs Sydney Kings, alla Melbourne Arena, durante le Finals 2020.

Le prime quattro squadre al termine della stagione regolare accedono ai playoff. Le squadre classificate al primo e secondo posto ricevono il vantaggio del campo nella serie al meglio delle tre partite contro le squadre classificate al terzo e quarto posto. La vincente di ciascuna delle due serie accede alla serie finale. Le due squadre vincenti si sfidano nella serie finale giocata al meglio delle cinque partite, con il vantaggio del campo assegnato alla squadra con la testa di serie più alta. La vincente di questa serie viene incoronata campione della NBL.
Nella stagione 2022-23, la NBL ha introdotto il turno di play-in prima dei playoff . Le prime due squadre della stagione regolare si qualificano automaticamente per le semifinali. Le squadre classificate dal terzo al sesto posto partecipano al torneo di play-in. La terza affronta la quarta per il terzo posto, mentre la perdente gioca contro la vincente tra la quinta e la sesta per il quarto posto.

### NBL Cup
Nella stagione 2020-21, la NBL ha introdotto la NBL Cup, un torneo di metà stagione con 36 partite. Ogni partita contava anche per il record della stagione regolare di ciascuna squadra.
Nella stagione 2021-22, la NBL è tornata al formato normale di 28 partite. Nel maggio 2023, la lega ha avanzato l’ipotesi di un ritorno a un torneo di coppa per la pallacanestro . Un torneo di metà stagione è stato nuovamente preso in considerazione dalla lega nel gennaio 2025, a seguito del successo della NBA Cup.

### Durata delle partite
Dalla stagione 1979 fino alla stagione 1983, la NBL prevedeva partite di 40 minuti suddivise in due tempi da 20 minuti e senza linea da tre punti. Dalla stagione 1984 alla stagione 2008-09, le partite duravano 48 minuti suddivisi in quattro quarti da 12 minuti. Dalla stagione 2009-10, la NBL ha adottato il formato attuale di 40 minuti totali, suddivisi in quattro quarti da 10 minuti, noto come l’era “moderna” dei 40 minuti.

## Regolamento lega

### Importe Salary Cap

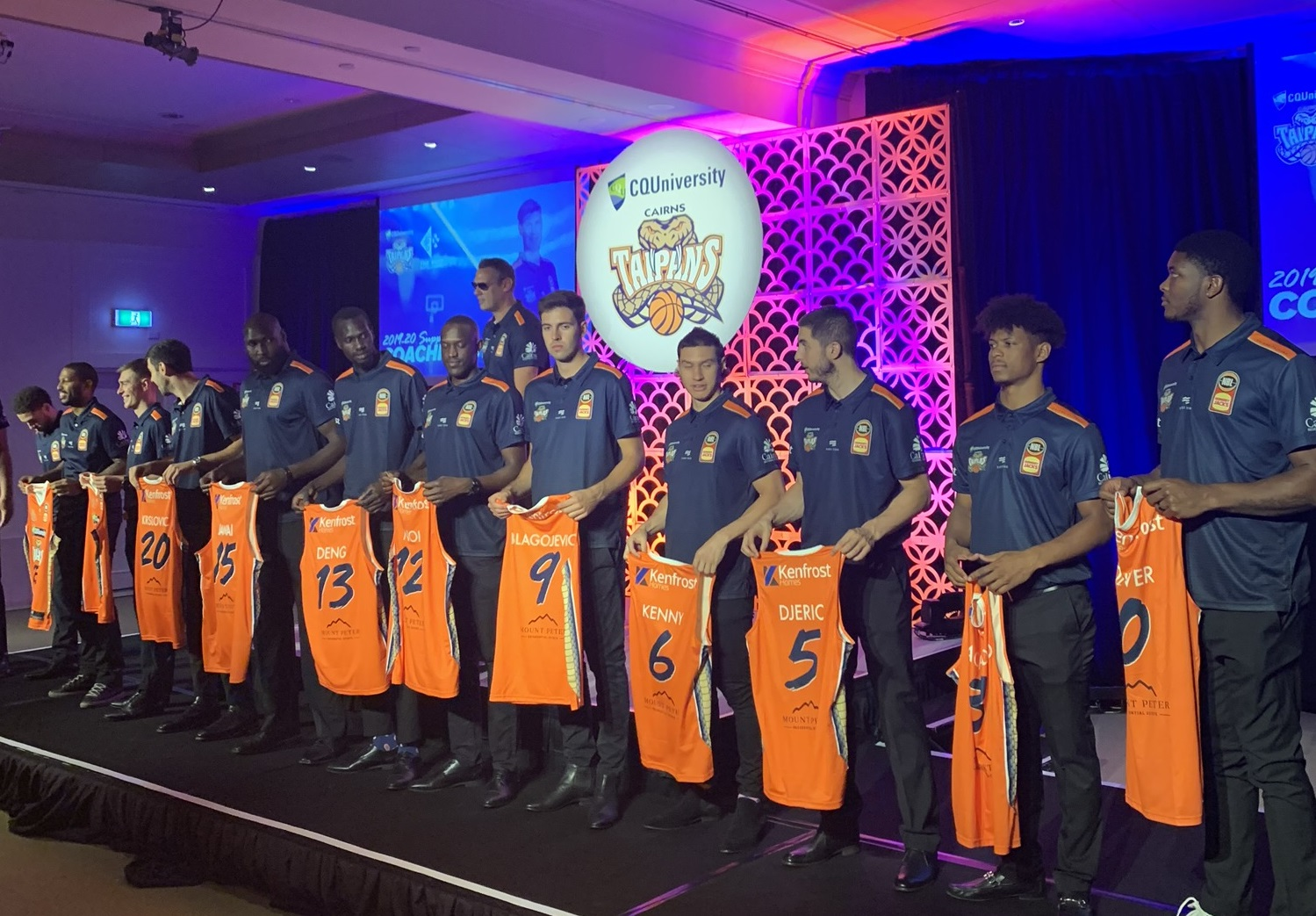
La presentazione dei giocatori dei Cairns Taipans nel 2019.

La maggior parte delle squadre ha storicamente incluso almeno un giocatore statunitense, solitamente due. Attualmente, le squadre sono limitate ad avere tre giocatori import (ossia non australasiani) contemporaneamente nel roster; tuttavia, iniziative recenti della NBL hanno aggiunto due slot nel roster che possono essere occupati da stranieri senza contare nel limite dei tre. Alcuni di questi giocatori si sono trasferiti definitivamente in Australia e sono diventati cittadini australiani; alcuni, tra cui Cal Bruton, Mark Davis, Leroy Loggins e Ricky Grace, hanno persino giocato per la nazionale australiana (secondo una regola FIBA che consente a un giocatore naturalizzato di competere con una nazionale).
Il tetto salariale della NBL per la stagione 2006–07 era fissato a 776.000 dollari australiani, ed è salito a 810.000 dollari per la stagione 2007–08; il tetto è aumentato per due stagioni consecutive grazie alla crescita continua della lega. Nella stagione 2009–10 è salito a 1.000.000 di dollari australiani. Questo valore è rimasto invariato per la stagione 2012–13.
Per la stagione 2016–17, il tetto salariale è stato modificato, passando da un hard cap di 1.000.000 a un soft cap di 1.100.000 dollari australiani. Le squadre possono superare questo limite a condizione di pagare una tassa di riequilibrio salariale basata sull’ammontare eccedente. Inoltre, i valori dei giocatori ai fini del tetto salariale non si basano sui salari dichiarati dalle squadre, ma sono determinati da un’apposita commissione della NBL. Le regole impongono anche che una combinazione di cinque giocatori in ogni squadra abbia un valore complessivo al tetto non superiore a 400.000 dollari. Entrambi i valori (soft cap e limite per 5 giocatori) sono aumentati nel tempo, in linea con la media degli stipendi nella lega.

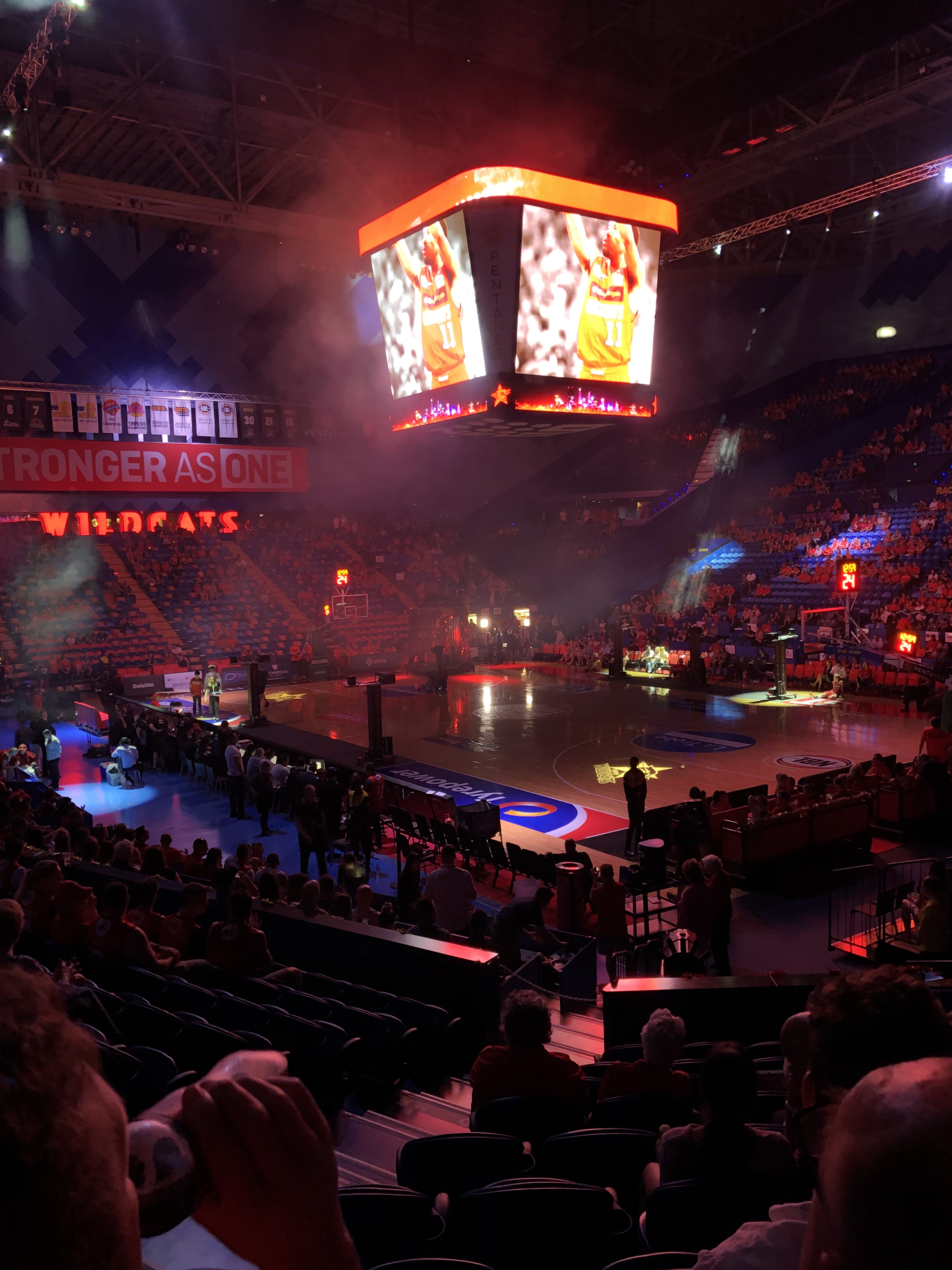
La RAC Arena durante un prepartita dei Wildcats nel 2018.

Il 9 maggio 2014, per attrarre giocatori stranieri di alto livello o offrire incentivi economici ai giocatori locali che valutano opportunità all’estero, la NBL ha introdotto la regola del “giocatore di punta” (marquee player), permettendo a ogni squadra di nominare un giocatore il cui stipendio non rientra nel tetto salariale, con un’imposta del 25% su qualsiasi pagamento che ecceda il limite. Per la stagione 2016–17, la regola è stata modificata: se il giocatore di punta è un “non-restricted” , solo i primi 150.000 dollari del suo stipendio contano ai fini del tetto salariale.
Sempre a partire dalla stagione 2016–17, il numero di slot per giocatori importati è aumentato da due a tre, e ogni squadra può (ma non è obbligata a) tesserare un giocatore proveniente da un Paese FIBA Asia o FIBA Oceania (diverso da Australia e Nuova Zelanda) senza che questo venga conteggiato nel limite degli stranieri. Da allora, la NBL utilizza il termine non-restricted per descrivere tutti i giocatori tesserati come locali, inclusi quelli asiatici o oceanici che rientrano in questa iniziativa regionale. Con questa modifica, si è previsto che molti dei migliori giocatori asiatici avrebbero cercato contratti nella NBL, poiché le squadre possono ora reclutarli come “locali”.
Nel 2020, la NBL ha ridotto il numero di import per club da 3 a 2.
La durata massima dei contratti per i giocatori NBL è di tre anni. Il tetto salariale per la stagione 2020–21 è stato fissato a 1.227.930 dollari statunitensi, con un giocatore “locale di punta” (inclusi giocatori con passaporto asiatico o oceanico) e gli stranieri tradizionali esclusi dal tetto. Anche i giocatori del programma Next Stars possono esserne esenti.
Il tetto salariale aumenterà di un ulteriore 7% nella stagione 2024–25, raggiungendo i 1.947.662,58 dollari, con un incremento complessivo del 14% rispetto alla stagione 2022–23, pari a un aumento di 244.423 dollari.
Il salario minimo obbligatorio per ciascuna squadra (salary floor) è fissato a 1.752.913,85 dollari.

### ProgrammaNext Stars
Il 2 marzo 2018, la NBL ha annunciato il lancio dell’iniziativa Next Stars, introdotta ufficialmente nella stagione 2018-2019. Questo programma è stato ideato per offrire un’alternativa professionistica immediata ai giovani talenti d’élite internazionali — principalmente statunitensi (che non possono entrare nel draft NBA fino a un anno dopo la fine delle scuole superiori) — così come ad australiani e neozelandesi che potrebbero invece scegliere il percorso del college negli Stati Uniti.

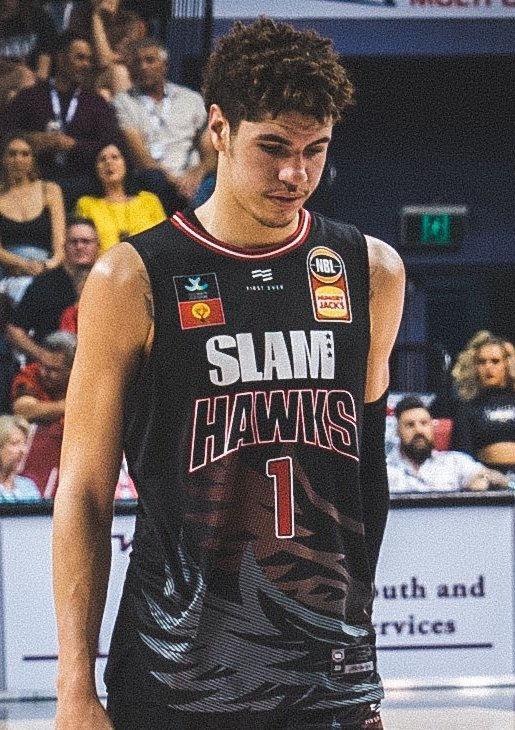
LaMelo Ball con la canotta dei Illawarra Hawks nel 2019.

Ogni squadra ha ricevuto uno slot aggiuntivo nel roster riservato a un Next Star, con l’obiettivo di sviluppare questi giovani in vista di una futura carriera NBA. I giocatori vengono selezionati da un'apposita commissione della NBL e, se accettano l'offerta, firmano un contratto direttamente con la lega e vengono poi assegnati a una squadra tramite un sistema di distribuzione. I contratti garantiscono un compenso minimo di 100.000 dollari australiani, un'automobile, un'abitazione, e voli per tornare a casa durante le pause della stagione NBL. Per la prima stagione, la NBL ha finanziato integralmente il programma, il che significa che questi giocatori non venivano conteggiati nel tetto salariale. Inoltre, le regole NBA consentono alle franchigie di spendere fino a 700.000 dollari statunitensi per “liberare” un giocatore da un contratto professionistico con una squadra non nordamericana. Se un Next Star viene acquistato da una squadra NBA (o da una squadra straniera), la somma viene divisa tra la NBL e la squadra NBL di destinazione del giocatore.
Nel 2024, il programma ha conosciuto ulteriori sviluppi: nell'Aprile la NBL ha nominato Kenny Smith, leggenda NBA e analista televisivo, come Responsabile per le Iniziative Giocatori del Next Stars Program in Nord America; mentre nel Giugno 2024 Carmelo Anthony è entrato nel programma in qualità di Ambasciatore Globale, con l’impegno aggiuntivo di entrare nel gruppo proprietario di una futura squadra NBL di espansione.
Il primo giocatore a firmare un contratto da “Next Star” fu Brian Bowen (USA), il 7 agosto 2018, destinato ai Sydney Kings.
Il programma ha rapidamente guadagnato credibilità a livello globale:
Tre giocatori provenienti dal Next Stars Program sono stati scelti tra le prime dieci posizioni al Draft NBA:
- LaMelo Ball (terzo nel 2020),
- Josh Giddey (sesto nel 2021),
- Alexandre Sarr (secondo nel 2024).

Al draft NBA del 2024, quattro giocatori Next Stars sono stati selezionati in totale.

## Squadre
La NBL è stata fondata nel 1979 con dieci club che presero parte all'edizione inaugurale della lega. A causa di espansioni, riduzioni e trasferimenti di club, molte squadre hanno cambiato identità o hanno cessato di esistere. Attualmente ci sono dieci club: nove in Australia e uno in Nuova Zelanda. I Brisbane Bullets e gli Illawarra Hawks sono i club più antichi della lega, essendo stati entrambi fondati nel 1979. Gli Illawarra Hawks sono l’unico club ad aver partecipato a tutte le stagioni della NBL sin dalla stagione inaugurale del 1979.

### Squadre attuali
| Club             | Fondazione | Anni attività    | Città e Stato                    | Nazione       | Allenatore      |
| ---------------- | ---------- | ---------------- | -------------------------------- | ------------- | --------------- |
| Adelaide 36ers   | 1982       | 1982-            | Adelaide, Australia Meridionale  | Australia     | Mike Wells      |
| Brisbane Bullets | 1979       | 1979-2008, 2016- | Brisbane, Queensland             | Australia     | Stu Lash        |
| Cairns Taipans   | 1999       | 1999-            | Cairns, Queensland               | Australia     | Adam Forde      |
| Illawarra Hawks  | 1979       | 1979-            | Wollongong, Nuovo Galles del Sud | Australia     | Justin Tatum    |
| Melbourne United | 1984       | 1984-            | Melbourne, Victoria              | Australia     | Dean Vickerman  |
| N.Z. Breakers    | 2003       | 2003-            | Auckland, Nuova Zelanda          | Nuova Zelanda | Petteri Koponen |
| Perth Wildcats   | 1982       | 1982-            | Perth, Australia Occidentale     | Australia     | John Rillie     |
| Sydney Kings     | 1988       | 1988–2008, 2010- | Sydney, Nuovo Galles del Sud     | Australia     | Josh King       |
| SE Melb. Phoenix | 2018       | 2018-            | Melbourne, victoria              | Australia     | Brian Goorjian  |
| Tasmania JackJ.  | 2021       | 2021-            | Hobart, Tasmania                 | Australia     | Scott Roth      |

### Club del passato
| Squadra             | Città           | Regione/Stato                         | Nazione   | Stagioni NBL |
| ------------------- | --------------- | ------------------------------------- | --------- | ------------ |
| Canberra Cannons    | Canberra        | Territorio della Capitale Australiana | Australia | 1979–2003    |
| Devonport Warriors  | Devonport       | Tasmania                              | Australia | 1983–1984    |
| Eastside Spectres   | Nunawading      | Victoria                              | Australia | 1979–1991    |
| Forestville Eagles  | Wayville        | Australia Meridionale                 | Australia | 1980–1981    |
| Frankston Bears     | Frankston       | Victoria                              | Australia | 1983–1984    |
| Geelong Cats        | Geelong         | Victoria                              | Australia | 1982–1996    |
| Glenelg Tigers      | Glenelg         | Australia Meridionale                 | Australia | 1979         |
| Gold Coast Blaze    | Gold Coast      | Queensland                            | Australia | 2007–2012    |
| Gold Coast Rollers  | Gold Coast      | Queensland                            | Australia | 1990–1996    |
| Hobart Devils       | Hobart          | Tasmania                              | Australia | 1983–1996    |
| Hunter Pirates      | Newcastle       | Nuovo Galles del Sud                  | Australia | 2003–2006    |
| Launceston C. City  | Launceston      | Tasmania                              | Australia | 1980–1982    |
| Newcastle Falcons   | Newcastle       | Nuovo Galles del Sud                  | Australia | 1979–1999    |
| N. Melbourne Giants | North Melbourne | Victoria                              | Australia | 1980–1998    |
| Singapore Slingers  | Kallang         | Regione Centrale                      | Singapore | 2006–2008    |
| South Dragons       | Melbourne       | Victoria                              | Australia | 2006–2009    |
| SE Melb. Magic      | Melbourne       | Victoria                              | Australia | 1992–1998    |
| S. Melbourne Saints | Melbourne       | Victoria                              | Australia | 1979–1991    |
| Sydney Supersonics  | Sydney          | Nuovo Galles del Sud                  | Australia | 1979–1987    |
| Townsv. Crocodiles  | Townsville      | Queensland                            | Australia | 1993–2016    |
| Victoria Giants     | Melbourne       | Victoria                              | Australia | 1998–2004    |
| W. Adelaide Bearc.s | Adelaide        | Australia Meridionale                 | Australia | 1979–1984    |
| W. Sydney Razorb.ks | Western Sydney  | Nuovo Galles del Sud                  | Australia | 1998–2009    |
| W. Sydney Westars   | Bankstown       | Nuovo Galles del Sud                  | Australia | 1979–1987    |

## Albo d'oro Finale
| Stagione  | Vincitore           | Secondo Posto       | Finali |
| 1979      | St. Kilda Saints    | Canberra Cannons    | 94-93  |
| 1980      | St. Kilda Saints    | W. Adelaide Bearc.s | 113-88 |
| 1981      | Launceston C. City  | Nunaw. Spectres     | 75-54  |
| 1982      | W. Adelaide Bearc.s | Geelong Cats        | 80-74  |
| 1983      | Canberra Cannons    | W. Adelaide Bearc.s | 75-73  |
| 1984      | Canberra Cannons    | Brisbane Bullets    | 84-82  |
| 1985      | Brisbane Bullets    | Adelaide 36ers      | 121-95 |
| 1986      | Adelaide 36ers      | Brisbane Bullets    | 2 - 1  |
| 1987      | Brisbane Bullets    | Perth Wildcats      | 2 - 0  |
| 1988      | Canberra Cannons    | N. Melbourne Giants | 2 - 1  |
| 1989      | N. Melbourne Giants | Canberra Cannons    | 2 - 1  |
| 1990      | Perth Wildcats      | Brisbane Bullets    | 2 - 1  |
| 1991      | Perth Wildcats      | Nunaw. Spectres     | 2 - 1  |
| 1992      | SE Melb. Magic      | Melbourne Tigers    | 2 - 1  |
| 1992-1993 | Melbourne Tigers    | Perth Wildcats      | 2 - 1  |
| 1994      | N. Melbourne Giants | Adelaide 36ers      | 2 - 0  |
| 1995      | Perth Wildcats      | N. Melbourne Giants | 2 - 1  |
| 1996      | SE Melb. Magic      | Melbourne Tigers    | 2 - 1  |
| 1997      | Melbourne Tigers    | SE Melb. Magic      | 2 - 1  |
| 1998      | Adelaide 36ers      | SE Melb. Magic      | 2 - 0  |
| 1998-1999 | Adelaide 36ers      | Victoria Titans     | 2 - 1  |
| 1999-2000 | Perth Wildcats      | Victoria Titans     | 2 - 0  |
| 2000-2001 | Wollongong Hawks    | Townsv. Crocodiles  | 2 - 1  |
| 2001-2002 | Adelaide 36ers      | W. Sydney Razorb.ks | 2 - 1  |
| 2002-2003 | Sydney Kings        | Perth Wildcats      | 2 - 0  |
| 2003-2004 | Sydney Kings        | W. Sydney Razorb.ks | 3 - 2  |
| 2004-2005 | Sydney Kings        | Wollongong Hawks    | 3 - 0  |
| 2005-2006 | Melbourne Tigers    | Sydney Kings        | 3 - 0  |
| 2006-2007 | Brisbane Bullets    | Melbourne Tigers    | 3 - 1  |
| 2007-2008 | Melbourne Tigers    | Sydney Kings        | 3 - 2  |
| 2008-2009 | South Dragons       | Melbourne Tigers    | 3 - 2  |
| 2009-2010 | Perth Wildcats      | Wollongong Hawks    | 2 - 1  |
| 2010-2011 | N.Z. Breakers       | Cairns Taipans      | 2 - 1  |
| 2011-2012 | N.Z. Breakers       | Perth Wildcats      | 2 - 1  |
| 2012-2013 | N.Z. Breakers       | Perth Wildcats      | 2 - 0  |
| 2013-2014 | Perth Wildcats      | Adelaide 36ers      | 2 - 1  |
| 2014-2015 | N.Z. Breakers       | Cairns Taipans      | 2 - 0  |
| 2015-2016 | Perth Wildcats      | N.Z. Breakers       | 2 - 1  |
| 2016-2017 | Perth Wildcats      | Illawarra Hawks     | 3 - 0  |
| 2017-2018 | Melbourne United    | Adelaide 36ers      | 3 - 2  |
| 2018-2019 | Perth Wildcats      | Melbourne United    | 3 - 1  |
| 2019-2020 | Perth Wildcats      | Sydney Kings        | 2 - 1  |
| 2020-2021 | Melbourne United    | Perth Wildcats      | 2-1    |
| 2021-2022 | Sydney Kings        | Tasmania JackJ.     | 2-1    |
| 2022-2023 | Sydney Kings        | N.Z. Breakers       | 3-2    |
| 2023-2024 | Tasmania JackJ.     | Melbourne United    | 3-2    |
| 2024-2025 | Illawarra Hawks     | Melbourne United    | 3-2    |

## Titoli  per Squadre

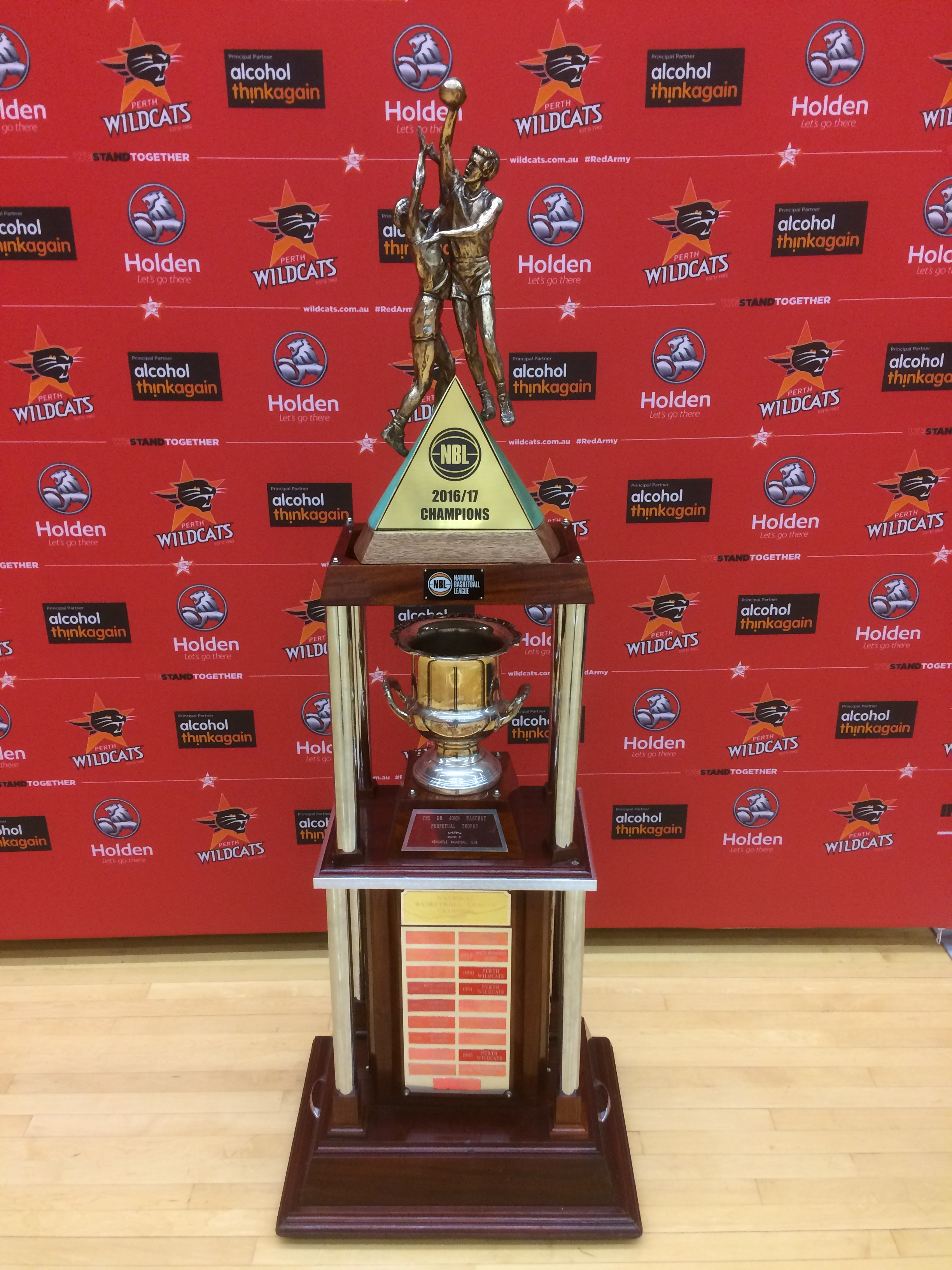
Il trofeo della stagione 2016-17 vinto dai Perth Wildcats

I Perth Wildcats detengono il record per il maggior numero di titoli nella storia della NBL, con 10 vittorie nelle NBL Finals. Seguono i Melbourne United con 6 titoli, mentre i Sydney Kings occupano il terzo posto nella classifica storica con 5 campionati vinti.
| Squadra             | Vittorie | Finali | Totale | Finali vinte                                              | Finali perse                             |
| ------------------- | -------- | ------ | ------ | --------------------------------------------------------- | ---------------------------------------- |
| Perth Wildcats      | 10       | 6      | 16     | 1990, 1991, 1995, 2000, 2010, 2014, 2016, 2017 2019, 2020 | 1987, 1993, 2003, 2012, 2013, 2021       |
| Melbourne United    | 6        | 7      | 13     | 1993, 1997, 2006, 2008, 2018, 2021                        | 1992, 1996, 2007, 2009, 2019, 2024, 2025 |
| Sydney Kings        | 5        | 3      | 8      | 2003, 2004, 2005, 2022, 2023                              | 2006, 2008, 2020                         |
| Adelaide 36ers      | 4        | 4      | 8      | 1986, 1998, 1999, 2002                                    | 1985, 1994, 2014, 2018                   |
| N.Z. Breakers       | 4        | 2      | 6      | 2011, 2012, 2013, 2015                                    | 2016, 2023                               |
| Brisbane Bullets    | 3        | 3      | 6      | 1985, 1987, 2007                                          | 1984, 1986, 1990                         |
| Canberra Cannons    | 3        | 2      | 5      | 1983, 1984, 1988                                          | 1979, 1989                               |
| Illawarra Hawks     | 2        | 3      | 5      | 2001, 2025                                                | 2005, 2010, 2017                         |
| N. Melbourne Giants | 2        | 2      | 4      | 1989, 1994                                                | 1988, 1995                               |
| SE Melb. Magic      | 2        | 2      | 4      | 1992, 1996                                                | 1997, 1998                               |
| S. Melbourne Saints | 2        | 0      | 2      | 1979, 1980                                                | —                                        |
| W. Adelaide Bearc.s | 1        | 2      | 3      | 1982                                                      | 1980, 1983                               |
| Tasmania JackJ.     | 1        | 1      | 2      | 2024                                                      | 2022                                     |
| Launceston C. City  | 1        | 0      | 1      | 1981                                                      | —                                        |
| South Dragons       | 1        | 0      | 1      | 2009                                                      | —                                        |
| Cairns Taipans      | 0        | 2      | 2      | —                                                         | 2011, 2015                               |
| Nunaw. Spectres     | 0        | 2      | 2      | —                                                         | 1981, 1991                               |
| Victoria Giants     | 0        | 2      | 2      | —                                                         | 1999, 2000                               |
| W. Sydney Razorb.ks | 0        | 2      | 2      | —                                                         | 2002, 2004                               |
| Geelong Cats        | 0        | 1      | 1      | —                                                         | 1982                                     |
| Townsv. Crocodiles  | 0        | 1      | 1      | —                                                         | 2001                                     |

## Organizzazione lega

### Sponsorizzazione
All'inizio della stagione 2004-05, la NBL stipulò un nuovo accordo televisivo con Fox Sports in Australia e un contratto pluriennale di sponsorizzazione per i diritti di denominazione con il produttore di elettronica Philips. Tuttavia, nel 2007, Philips annunciò che non avrebbe continuato la sponsorizzazione per i diritti di denominazione in risposta alla volontà della NBL di aumentare il valore dell'accordo di sponsorizzazione. Il 18 settembre 2007, la NBL annunciò Hummer come sponsor per i diritti di denominazione per la stagione 2007–08.
Il 13 settembre 2010, iiNet fu annunciato come nuovo sponsor per i diritti di denominazione della NBL e Centrebet come partner ufficiale per le scommesse sportive . Spalding forniva l’attrezzatura, incluso il pallone ufficiale da gara, mentre And 1 forniva l’abbigliamento delle squadre. La sponsorizzazione di iiNet durò tre stagioni, mentre quella di Centrebet due stagioni.
Il 5 ottobre 2017, Hungry Jack's divenne lo sponsor per i diritti di denominazione della NBL. Il logo di Hungry Jack's appare sulle divise dei giocatori, all’interno e intorno agli impianti sportivi, e l’azienda è strettamente associata al Mese del Patrimonio (Heritage Month) che si tiene a gennaio.

### Diritti televisivi
Nel 2015, Fox Sports si aggiudicò un contratto quinquennale per i diritti di trasmissione in Australia di tutte le partite, a partire dalla stagione 2015–16. Inoltre, per la stagione 2015–16, il Nine Network si assicurò la trasmissione in chiaro di una partita settimanale (ogni domenica pomeriggio). Nel 2016, l’emittente SBS si aggiudicò i diritti esclusivi in chiaro per la stagione 2016–17, trasmettendo e trasmettendo in streaming online una partita in diretta ogni domenica. Nella stagione 2017–18, SBS trasmise due partite in diretta, una il sabato e una la domenica, mentre l’ABC trasmise una partita il venerdì sera in differita alle 23:00. Nel 2021, la NBL firmò un contratto triennale con ESPN, Foxtel, Kayo Sports e News Corp, con tutte le partite trasmesse su ESPN e Kayo Sports, e alcune partite trasmesse in chiaro dal partner 10 Peach.
Nell’agosto 2022, FanDuel TV annunciò di aver acquisito i diritti di trasmissione della NBL negli Stati Uniti.
L’intera stagione 2023–24 sarà trasmessa su ESPN3 e sull’app ESPN negli Stati Uniti.

## National Basketball League Awards
La National Basketball League (NBL) assegna 8 premi annuali per riconoscere i risultati ottenuti da squadre, giocatori e allenatori. Questo non include il trofeo del campionato NBL, che viene invece consegnato alla squadra vincitrice della finale del campionato NBL (NBL Grand Final).
A partire dalla stagione 2023-24, gli allenatori e i capitani di ciascuna squadra, insieme a una giuria di esperti, votano per l'assegnazione del premio di MVP , mentre l’allenatore capo, gli assistenti allenatore e il capitano di ogni squadra votano per i premi di Allenatore dell’anno, Sesto uomo dell’anno, Difensore dell’anno, Giocatore più migliorato, Next Generation Award  e per la selezione dei quintetti ideali All-NBL
.

### NBL MVP

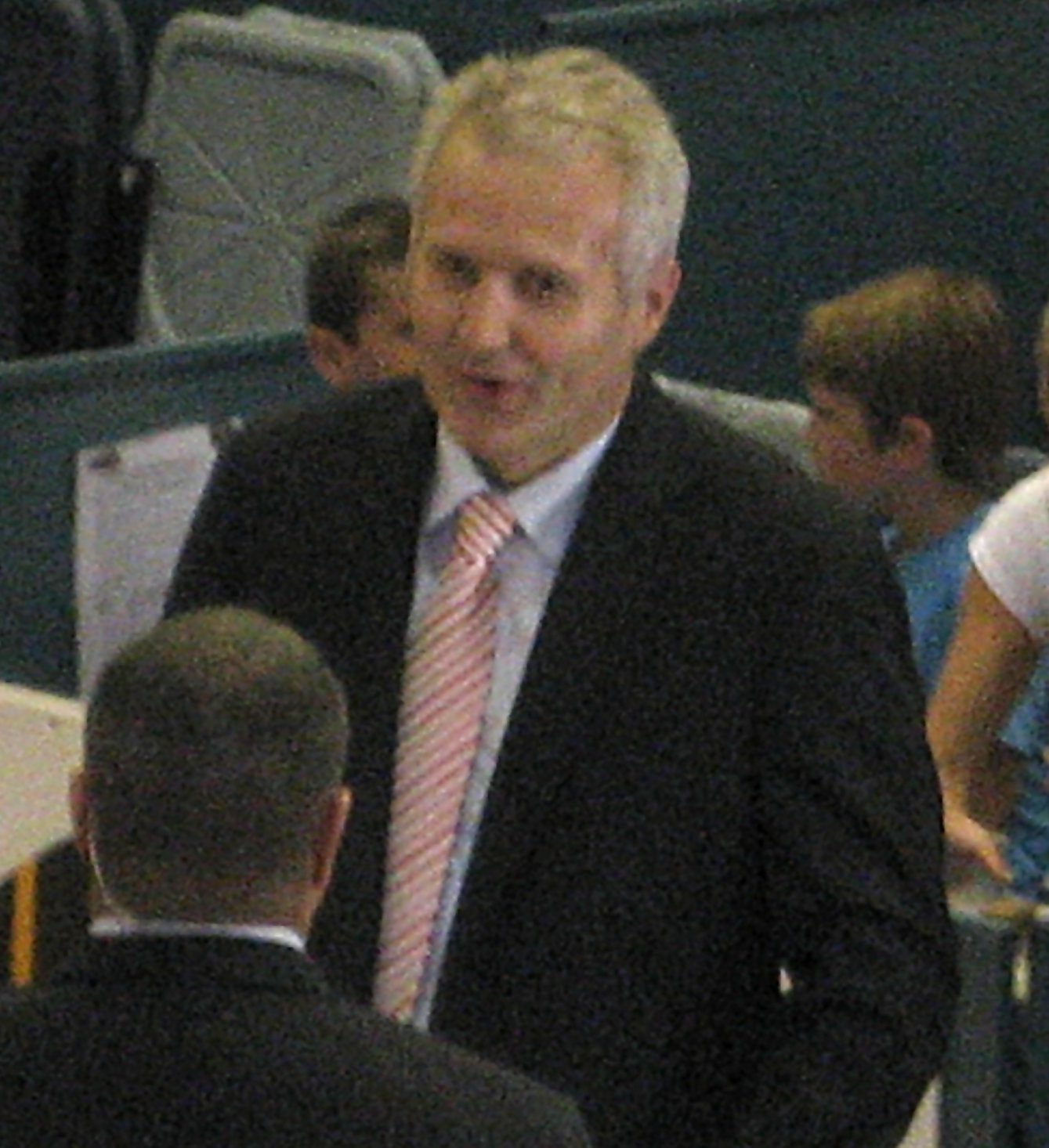
Andrew Gaze, sette volte vincitore del titolo.

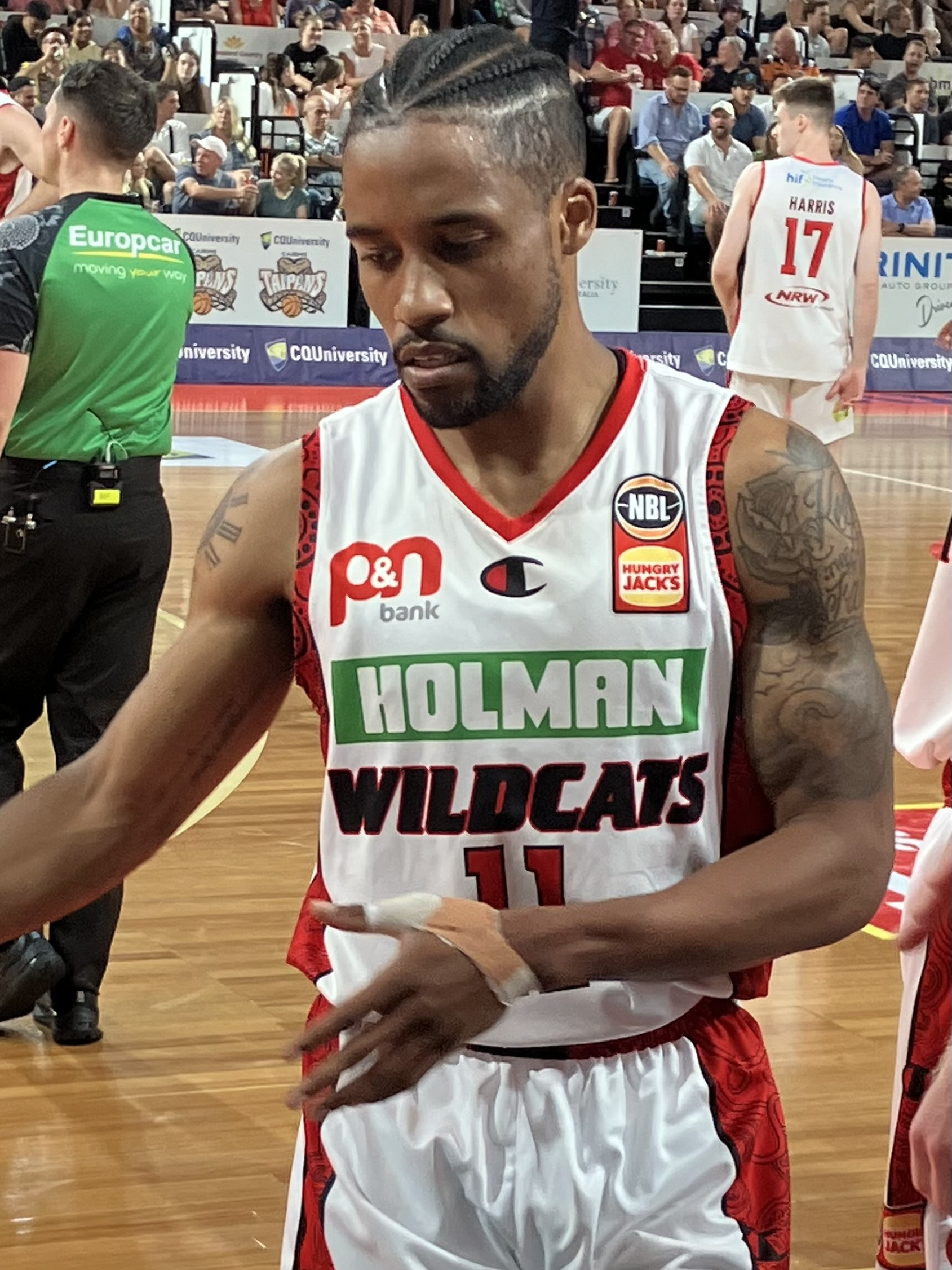
Bryce Cotton, per 5 volte nominato MVP della lega.

| Stagione | Giocatore                        | Nazionalità           | Squadra                                         |
| -------- | -------------------------------- | --------------------- | ----------------------------------------------- |
| 1979     | Ken Richardson                   | Stati Uniti           | West Adelaide Bearcats (1)                      |
| 1980     | Rocky Smith                      | Stati Uniti           | St. Kilda Saints (1)                            |
| 1981     | Mike Jones                       | Stati Uniti           | Illawarra Hawks (1)                             |
| 1982     | Al Green                         | Stati Uniti           | West Adelaide Bearcats (2)                      |
| 1983     | Owen Wells                       | Stati Uniti           | Sydney Supersonics (1)                          |
| 1984     | Leroy Loggins                    | Stati Uniti           | Brisbane Bullets (1)                            |
| 1985     | Ray Borner                       | Australia             | Coburg Giants (1)                               |
| 1986     | Leroy Loggins (2)                | Stati Uniti           | Brisbane Bullets (2)                            |
| 1987     | Mark Davis Leroy Loggins (3)     | Stati Uniti           | Adelaide 36ers (1) Brisbane Bullets (3)         |
| 1988     | Joe Hurst                        | Stati Uniti           | Hobart Devils (1)                               |
| 1989     | Scott Fisher                     | Stati Uniti           | North Melbourne Giants (1)                      |
| 1990     | Derek Rucker                     | Stati Uniti           | Brisbane Bullets (4)                            |
| 1991     | Andrew Gaze                      | Australia             | Melbourne Tigers (1)                            |
| 1992     | Scott Fisher (2) Andrew Gaze (2) | Stati Uniti Australia | North Melbourne Giants (2) Melbourne Tigers (2) |
| 1993     | Rob Rose                         | Stati Uniti           | South East Melbourne Magic (1)                  |
| 1994     | Andrew Gaze (3)                  | Australia             | Melbourne Tigers (3)                            |
| 1995     | Andrew Gaze (4)                  | Australia             | Melbourne Tigers (4)                            |
| 1996     | Andrew Gaze (5)                  | Australia             | Melbourne Tigers (5)                            |
| 1997     | Andrew Gaze (6)                  | Australia             | Melbourne Tigers (6)                            |
| 1998     | Andrew Gaze (7)                  | Australia             | Melbourne Tigers (7)                            |
| 1998–99  | Steve Woodberry                  | Stati Uniti           | Brisbane Bullets (5)                            |
| 1999–00  | Paul Rodgers                     | Australia             | Perth Wildcats (1)                              |
| 2000–01  | Rob Rose (2)                     | Stati Uniti           | Townsville Crocodiles (1)                       |
| 2001–02  | Mark Bradtke                     | Australia             | Melbourne Tigers (8)                            |
| 2002–03  | Chris Williams                   | Stati Uniti           | Sydney Kings (1)                                |
| 2003–04  | Matthew Nielsen                  | Australia             | Sydney Kings (2)                                |
| 2004–05  | Brian Wethers                    | Stati Uniti           | Hunter Pirates (1)                              |
| 2005–06  | Chris Anstey                     | Australia             | Melbourne Tigers (9)                            |
| 2006–07  | Sam Mackinnon                    | Australia             | Brisbane Bullets (6)                            |
| 2007–08  | Chris Anstey (2)                 | Australia             | Melbourne Tigers (10)                           |
| 2008–09  | Kirk Penney                      | Nuova Zelanda         | New Zealand Breakers (1)                        |
| 2009–10  | Corey Williams                   | Stati Uniti           | Townsville Crocodiles (2)                       |
| 2010–11  | Gary Ervin                       | Stati Uniti           | Wollongong Hawks (2)                            |
| 2011–12  | Kevin Lisch                      | Stati Uniti           | Perth Wildcats (2)                              |
| 2012–13  | Cedric Jackson                   | Stati Uniti           | New Zealand Breakers (2)                        |
| 2013–14  | Rotnei Clarke                    | Stati Uniti           | Wollongong Hawks (3)                            |
| 2014–15  | Brian Conklin                    | Stati Uniti           | Townsville Crocodiles (3)                       |
| 2015–16  | Kevin Lisch (2)                  | Stati Uniti           | Illawarra Hawks (4)                             |
| 2016–17  | Jerome Randle                    | Stati Uniti           | Adelaide 36ers (2)                              |
| 2017–18  | Bryce Cotton                     | Stati Uniti           | Perth Wildcats (3)                              |
| 2018–19  | Andrew Bogut                     | Australia             | Sydney Kings (3)                                |
| 2019–20  | Bryce Cotton (2)                 | Stati Uniti           | Perth Wildcats (4)                              |
| 2020–21  | Bryce Cotton (3)                 | Stati Uniti           | Perth Wildcats (5)                              |
| 2021–22  | Jaylen Adams                     | Stati Uniti           | Sydney Kings (4)                                |
| 2022–23  | Xavier Cooks                     | Australia             | Sydney Kings (5)                                |
| 2023–24  | Bryce Cotton (4)                 | Stati Uniti           | Perth Wildcats (6)                              |
| 2024–25  | Bryce Cotton (5)                 | Stati Uniti           | Perth Wildcats (7)                              |

## Hall of Fame
La Australian Basketball Hall of Fame è stata istituita dalla National Basketball League (NBL) nel 1998 con il nome di NBL Hall of Fame, in occasione delle celebrazioni per la ventesima stagione della lega. La NBL volle così rendere omaggio ai giocatori, allenatori, arbitri e contributori che si erano distinti per l’eccellenza e l’impatto avuto sulla lega. Nel 2010, la NBL Hall of Fame si è unita con la Basketball Australia Hall of Fame, dando vita alla attuale Australian Basketball Hall of Fame.
Per essere ammessi nella Hall of Fame, i candidati devono rispettare i seguenti criteri:
- Giocatori: devono aver dato un contributo eccezionale alla NBL, essere ritirati da almeno quattro stagioni e aver disputato almeno 100 partite nella lega.
- Allenatori: devono aver dato un contributo eccezionale alla NBL, essere ritirati da almeno quattro stagioni e aver allenato come capo allenatore per almeno dieci stagioni.
- Arbitri: devono aver dato un contributo eccezionale alla lega ed essere ritirati da almeno quattro stagioni.
- Contributori: devono aver dato un contributo eccezionale alla NBL e possono essere eletti in qualsiasi momento.

A giugno 2022, sei membri della Hall of Fame hanno ottenuto lo status di leggende: Alistair Ramsay, Betty Watson, John Raschke, Lindsay Gaze, Michele Timms e Andrew Gaze.
Il 1º luglio 2024, Basketball Australia ha annunciato che l’intera squadra campione del mondo femminile del 2006 sarà inserita nella Hall of Fame, segnando la prima volta in cui viene onorata un’intera squadra.

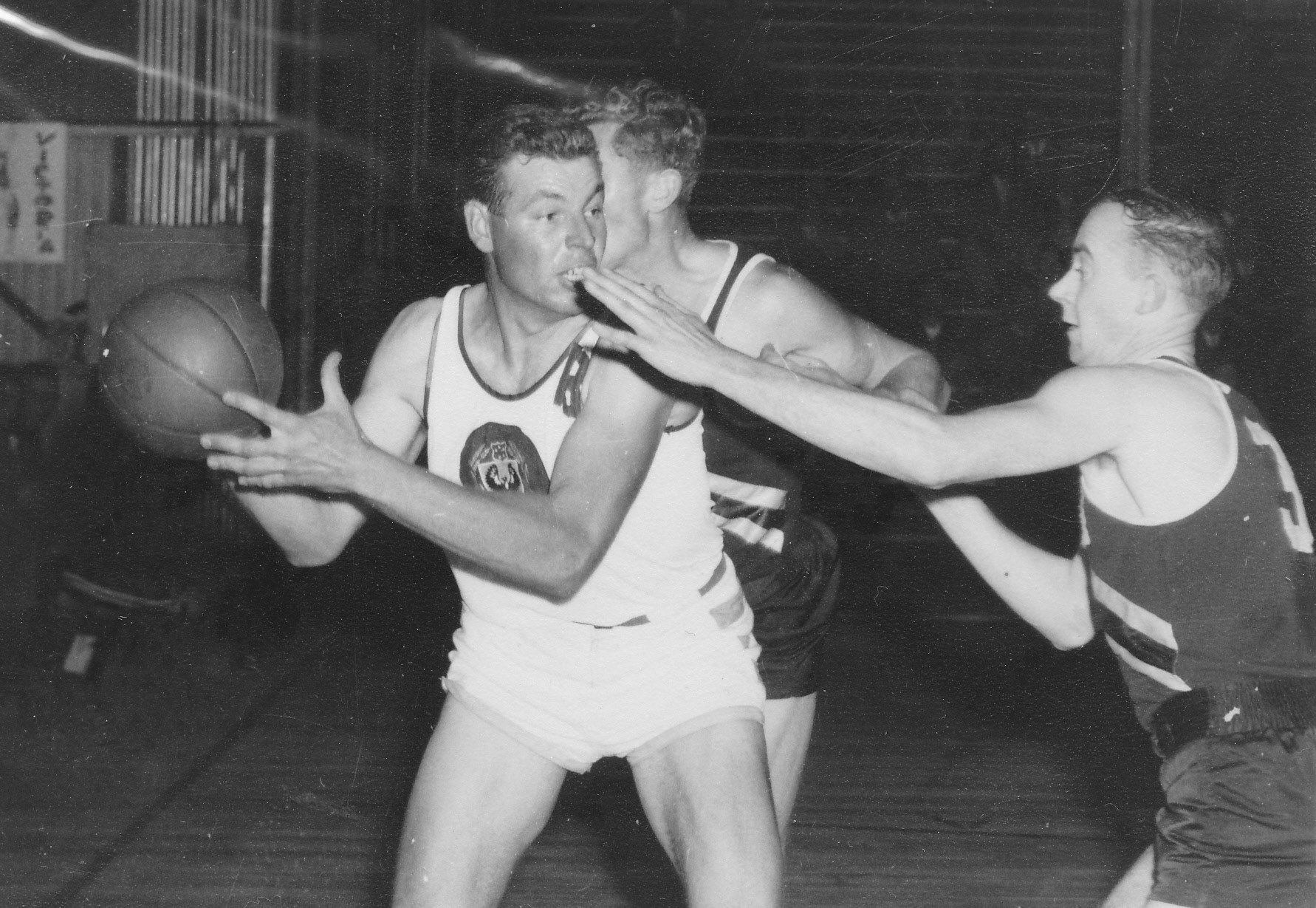
George Dancis, introdotto nella Hall of Fame nel 2006.

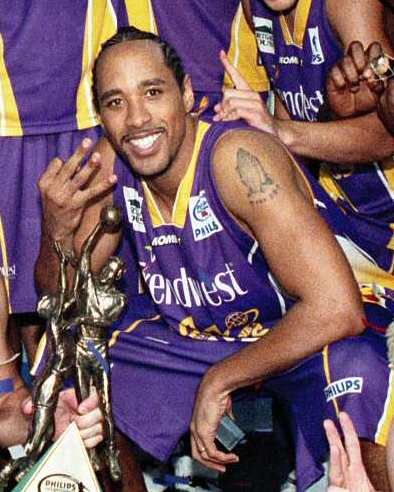
C.J. Bruton, introdotto con la classe 2024.

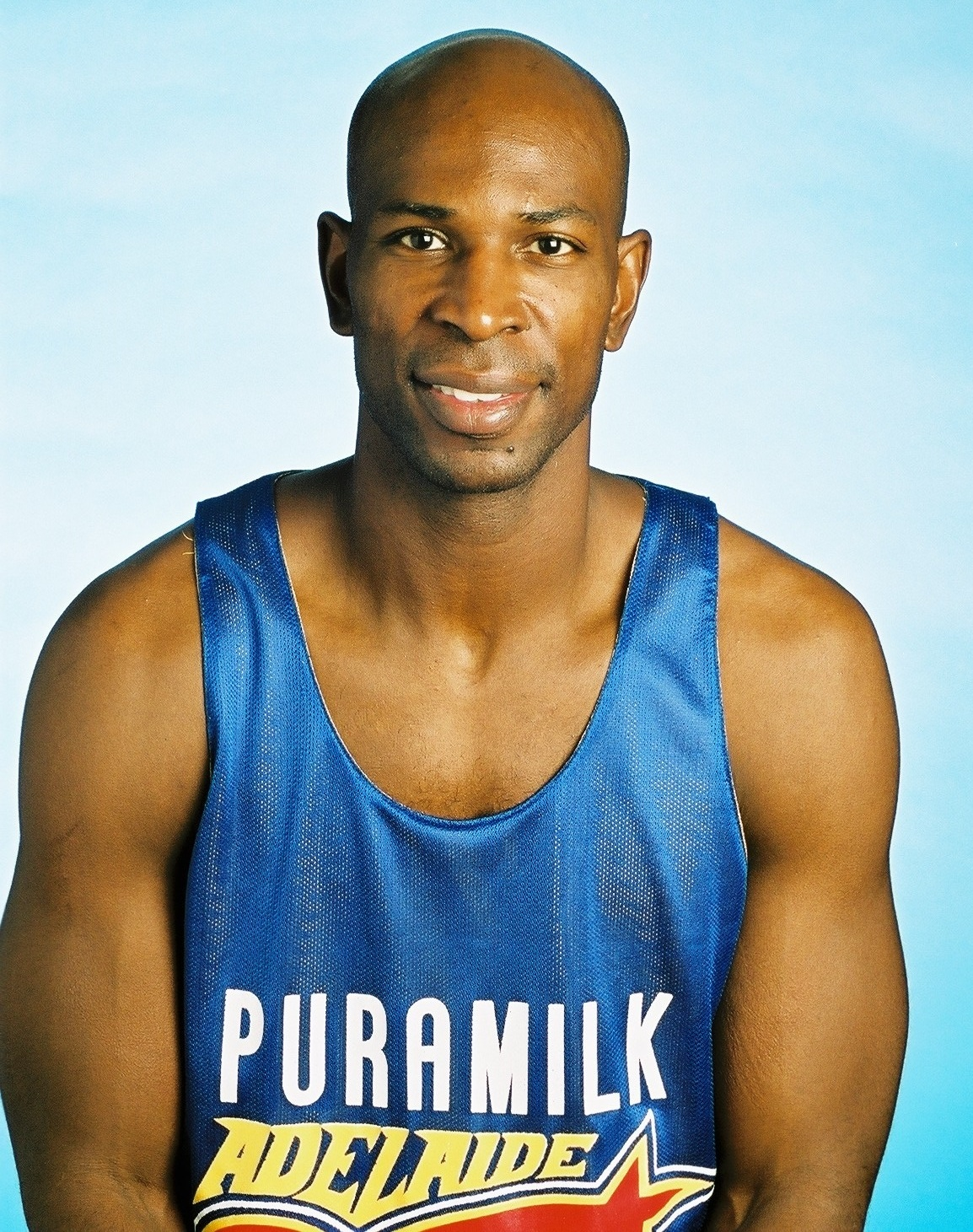
Mark Davis, introdotto nella Hall of Fame nel 2006.

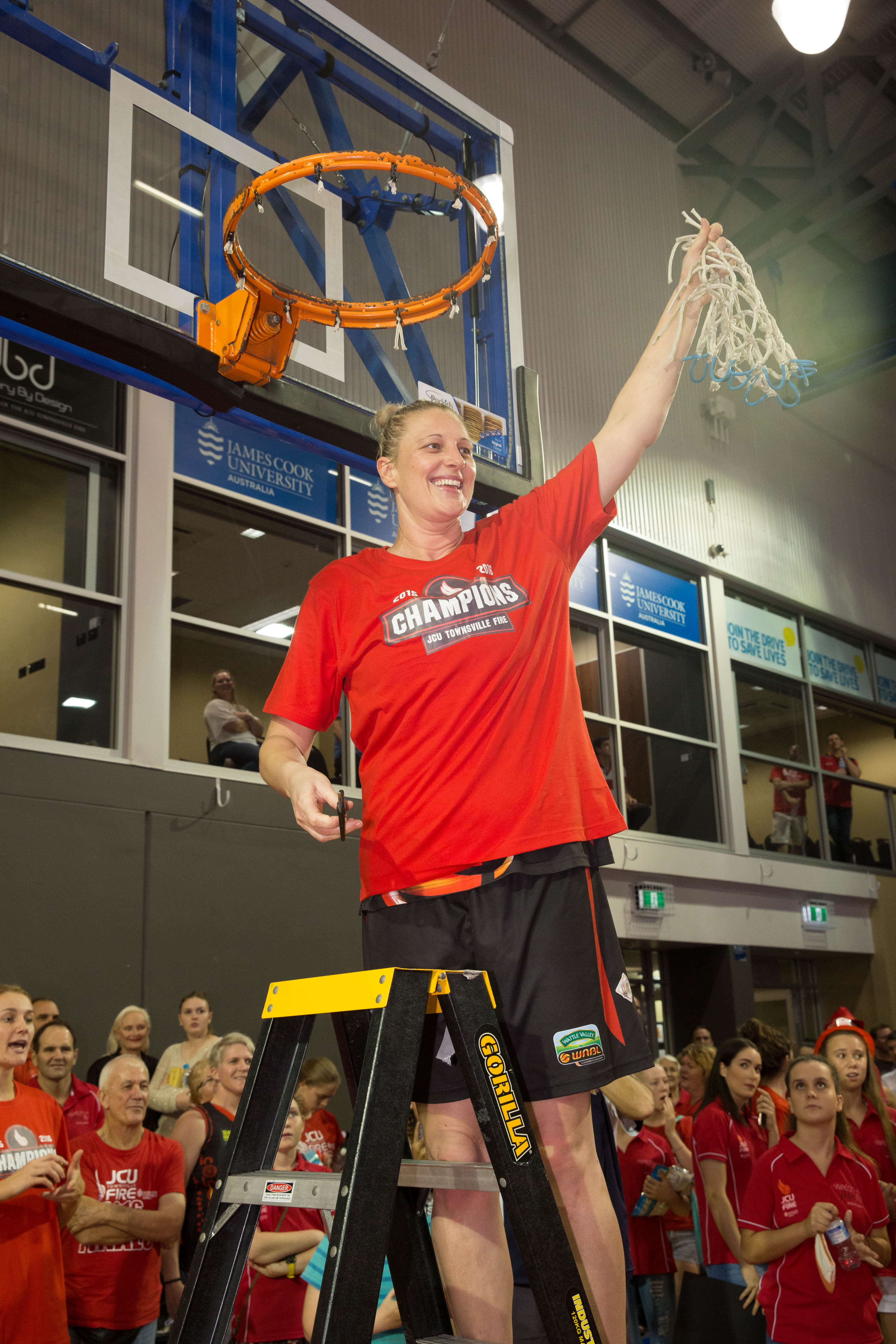
Suzy Batkovic, giocatrice entrata con la classe 2024.

| Anno           | Nome              | BA / NBL | Categoria                 |
| -------------- | ----------------- | -------- | ------------------------- |
| 1998 2007      | Barry Barnes      | NBL BA   | Allenatore                |
| 1998           | Cal Bruton        | NBL      | Giocatore                 |
| 1998           | Herb McEachin     | NBL      | Giocatore                 |
| 1998           | Bill Palmer       | NBL      | Contributore              |
| 1998 2004 2007 | John Raschke      | NBL BA   | Contributore Legenda      |
| 1999           | Wayne Carroll     | NBL      | Giocatore                 |
| 1999           | Al Green          | NBL      | Giocatore                 |
| 2000           | Damian Keogh      | NBL      | Giocatore                 |
| 2000 2004      | Phil Smyth        | NBL BA   | Giocatore                 |
| 2000           | Malcolm Speed     | NBL      | Contributore              |
| 2000           | Bob Turner        | NBL      | Allenatore                |
| 2001           | Ian Davies        | NBL      | Giocatore                 |
| 2001 2006      | Larry Sengstock   | NBL BA   | Giocatore                 |
| 2002           | Danny Morseu      | NBL      | Giocatore                 |
| 2002           | Darryl Pearce     | NBL      | Giocatore                 |
| 2004           | Ivor Burge        | BA       | Contributore              |
| 2004           | Steve Carfino     | NBL      | Giocatore                 |
| 2004           | Jenny Cheesman    | BA       | Giocatore                 |
| 2004 2022      | Andrew Gaze       | BA       | Giocatore Legenda         |
| 2004           | Lindsay Gaze      | BA       | Allenatore Legenda        |
| 2004           | Adrian Hurley     | BA       | Allenatore                |
| 2004           | Michael Johnson   | NBL      | Giocatore                 |
| 2004           | Robyn Maher       | BA       | Giocatore                 |
| 2004 2006      | Alistair Ramsay   | BA       | Contributore Legenda      |
| 2004           | Sid Taylor        | BA       | Ufficiale Tecnico         |
| 2006           | Ray Borner        | NBL      | Giocatore                 |
| 2006 2007      | Eddie Crouch      | BA NBL   | Ufficiale Tecnico Arbitro |
| 2006           | George Dancis     | BA       | Giocatore                 |
| 2006           | Mark Davis        | NBL      | Giocatore                 |
| 2006           | John Holden       | BA       | Ufficiale Tecnico         |
| 2006           | Maree Jackson     | BA       | Giocatore                 |
| 2006           | Brian Kerle       | NBL      | Allenatore                |
| 2006           | Leroy Loggins     | NBL      | Giocatore                 |
| 2006           | Luc Longley       | BA       | Giocatore                 |
| 2006           | Tom Maher         | BA       | Allenatore                |
| 2006           | Pat Moore         | BA       | Contributore              |
| 2006           | George Russell    | BA       | Contributore              |
| 2006           | Bob Staunton      | BA       | Contributore              |
| 2006           | Michelle Timms    | BA       | Giocatore Legenda         |
| 2006           | Ray Tomlinson     | BA       | Allenatore                |
| 2006           | Betty Watson      | BA       | Contributore Legenda      |
| 2007           | Frank Angove      | BA       | Contributore              |
| 2007           | Norma Connolly    | BA       | Contributore              |
| 2007           | Kevin Coombs      | BA       | Giocatore                 |
| 2007           | Karen Dalton      | BA       | Giocatore                 |
| 2007           | Lorraine Eiler    | BA       | Giocatore                 |
| 2007           | Bob Elphinston    | BA       | Contributore              |
| 2007           | Scott Fisher      | NBL      | Giocatore                 |
| 2007           | Inga Freidenfelds | BA       | Giocatore                 |
| 2007           | Arthur McRobbie   | BA       | Contributore              |
| 2007           | Keith Miller      | BA       | Allenatore                |
| 2007           | Ed Palubinskas    | BA       | Giocatore                 |
| 2007           | Henry Perazzo     | BA       | Ufficiale Tecnico         |
| 2007           | Avis Scullin      | BA       | Ufficiale Tecnico         |
| 2007           | Rachael Sporn     | BA       | Giocatore                 |
| 2007           | Andrew Vlahov     | NBL      | Giocatore                 |

| Anno | Nome                | BA / NBL | Categoria               |
| ---- | ------------------- | -------- | ----------------------- |
| 2010 | Michael Ah Matt     |          | Giocatore               |
| 2010 | Sandy Blythe        |          | Giocatore               |
| 2010 | Sandy Brondello     |          | Giocatore               |
| 2010 | David Carmichael    |          | Contributore            |
| 2010 | Merv Emms           |          | Contributore            |
| 2010 | Trish Fallon        |          | Giocatore               |
| 2010 | Shelley Gorman      |          | Giocatore               |
| 2010 | Ricky Grace         |          | Giocatore               |
| 2010 | Elaine Hardwick     |          | Giocatore               |
| 2010 | Greg Love           |          | Contributore            |
| 2010 | Karin McRobert      |          | Giocatore               |
| 2010 | Julie Nykiel        |          | Giocatore               |
| 2010 | Michael Wrublewski  |          | Contributore            |
| 2010 | Bill Wyatt          |          | Giocatore               |
| 2012 | Ken Cole            |          | Giocatore Allentore     |
| 2013 | Mark Bradtke        |          | Giocatore               |
| 2013 | James Crawford      |          | Giocatore               |
| 2013 | Kathy Foster        |          | Giocatore               |
| 2013 | Brian Goorjian      |          | Allenatore              |
| 2013 | Neil Hamilton-Smith |          | Contributore            |
| 2013 | John Heard          |          | Giocatore               |
| 2013 | Sue Hobbs           |          | Giocatore               |
| 2013 | John Martin         |          | Ufficiale Tecnico       |
| 2013 | Pat Mickan          |          | Giocatore               |
| 2013 | Charles Ryan        |          | Contributore            |
| 2013 | Jan Stirling        |          | Allenatore              |
| 2013 | Tom York            |          | Contributore            |
| 2016 | Perry Crosswhite    |          | Giocatore               |
| 2016 | Jean Forster        |          | Giocatore               |
| 2016 | Ron Harvey          |          | Contributore            |
| 2016 | Patrick Hunt        |          | Allenatore              |
| 2016 | Liesl Tesch         |          | Giocatore               |
| 2016 | Ken Watson          |          | Allenatore Contributore |
| 2016 | Jenny Whittle       |          | Giocatore               |
| 2017 | Lucille Bailie      |          | Giocatore               |
| 2017 | Karen Blicavs       |          | Giocatore               |
| 2017 | Carrie Graf         |          | Allenatore              |
| 2017 | Kristi Harrower     |          | Giocatore               |
| 2017 | Ken Madsen          |          | Contributore            |
| 2018 | Brett Maher         |          | Giocatore               |
| 2018 | Tony Ronaldson      |          | Giocatore               |
| 2018 | Glen Saville        |          | Giocatore               |
| 2019 | Lanard Copeland     |          | Giocatore               |
| 2019 | Brad Dalton         |          | Giocatore               |
| 2019 | Ray Hunt            |          | Arbitro                 |
| 2019 | Lauren Jackson      |          | Giocatore               |
| 2019 | Lorraine Landon     |          | Contributore            |
| 2019 | Bill Mildenhall     |          | Arbitro                 |
| 2019 | Troy Sachs          |          | Giocatore               |
| 2019 | Allison Tranquilli  |          | Giocatore               |
| 2022 | Chris Anstey        |          | Giocatore               |
| 2022 | Michelle Brogan     |          | Giocatore               |
| 2022 | Peter Harcourt      |          | Contributore            |
| 2022 | Penny Taylor        |          | Giocatore               |
| 2024 | Sharon Arnold       |          | Arbitro                 |
| 2024 | Suzy Batkovic       |          | Giocatore               |
| 2024 | C. J. Bruton        |          | Giocatore               |
| 2024 | Matthew Nielsen     |          | Giocatore               |
| 2024 | Brad Ness           |          | Giocatore               |
| 2024 | Belinda Snell       |          | Giocatore               |

## All-Star Game
L’NBL All-Star Game è stato un evento speciale di pallacanestro che si è svolto in passato nell’ambito della National Basketball League australiana. Quando veniva organizzato, l’All-Star Game vedeva sfidarsi due squadre composte dalle stelle della stagione in corso.
La prima edizione dell’NBL All-Star Game si è disputata nel 1982 all’Apollo Stadium di Adelaide, dove l’East sconfisse il West per 153–148 e Leroy Loggins vinse il primo dei suoi due premi come MVP della partita. Il match tornò nel 1988 al The Glass House di Melbourne e si tenne ogni stagione fino al 1997. Dopo una pausa di sette anni, la NBL rilanciò l’All-Star Game per la stagione 2003–04, organizzandolo poi in ogni stagione fino al 2007–08. Per la stagione 2012–13, l’NBL riportò in scena l’All-Star Game il 22 dicembre 2012 all’Adelaide Arena.
Le edizioni del 1992, 1993 e 1994 videro la squadra nazionale australiana, i Boomers, affrontare prima gli USA Stars (nel 1992) e poi gli NBL Stars (nel 1993 e 1994). La partita del 1992, giocata all’AIS Arena di Canberra il 4 luglio, fu promossa come Independence Day Challenge.
| Anno    | Risultato                        | Arena                           | Città           | MVP                                        |
| ------- | -------------------------------- | ------------------------------- | --------------- | ------------------------------------------ |
| 1982    | East 153, West 148               | Apollo Stadium                  | Adelaide, SA    | Leroy Loggins, West Adelaide Bearcats      |
| 1988    | North 127, South 122             | The Glass House                 | Melbourne, VIC  | Leroy Loggins, Brisbane Bullets            |
| 1989    | North 141, South 143             | The Glass House                 | Melbourne, VIC  | Andrew Gaze, Melbourne Tigers              |
| 1990    | North 139, World 119             | Perth Entertainment Centre      | Perth, WA       | Derek Rucker, Brisbane Bullets             |
| 1991    | North 168, South 154             | The Glass House                 | Melbourne, VIC  | Mark Davis, Adelaide 36ers                 |
| 1992    | Australia 149, USA Stars 132     | AIS Arena                       | Canberra, ACT   | Andrew Gaze, Melbourne Tigers              |
| 1993    | NBL Stars 124, Australia 119     | Melbourne Park                  | Melbourne, VIC  | Terry Dozier, Newcastle Falcons            |
| 1994    | NBL Stars 101, Australia 133     | Sydney Entertainment Centre     | Sydney, NSW     | Tony Ronaldson, South East Melbourne Magic |
| 1995    | South Stars 138, North Stars 140 | Clipsal Powerhouse              | Adelaide, SA    | Rob Rose, Adelaide 36ers                   |
| 1996    | South Stars 132, North Stars 146 | Melbourne Park                  | Melbourne, VIC  | Darryl McDonald, North Melbourne Giants    |
| 1997    | North Stars 151, South Stars 142 | Sydney Entertainment Centre     | Sydney, NSW     | Derek Rucker, Brisbane Bullets             |
| 2003-04 | West 126, East 129               | State Netball Hockey Centre     | Melbourne, VIC  | Ebi Ere, Sydney Kings                      |
| 2004-05 | Aussies 156, World 140           | Townsville Entertainment Centre | Townsville, QLD | Brad Newley, Townsville Crocodiles         |
| 2005-06 | Aussies 151, World 116           | Sydney Entertainment Centre     | Sydney, NSW     | Darryl McDonald, Melbourne Tigers          |
| 2006-07 | Aussies 133, World 136           | Distinctive Homes Dome          | Adelaide, SA    | Rashad Tucker, Melbourne Tigers            |
| 2007-08 | Aussies 146, World 141           | State Netball Hockey Centre     | Melbourne, VIC  | Nathan Jawai, Cairns Taipans               |
| 2012-13 | South 134 v North 114            | Adelaide Arena                  | Adelaide, SA    | Chris Goulding, Melbourne Tigers           |